# Allacta karnyi
Allacta karnyi es una especie de cucaracha del género Allacta, familia Ectobiidae. Fue descrita científicamente por Hanitsch en 1928.

## Distribución
Esta especie se encuentra en Indonesia.